# 22250 Konstfrolov
22250 Konstfrolov eller 1978 RD2 är en asteroid i huvudbältet som upptäcktes den 7 september 1978 av den ryska astronomen Tamara Smirnova vid Krims astrofysiska observatorium på Krim. Den har fått sitt namn efter den sovjetiske och ryske vetenskapsmannen Konstantin Frolov (1932–2007).
Asteroiden har en diameter på ungefär tre kilometer och den tillhör asteroidgruppen Astraea.